# Шипшина вовча
Шипшина вовча (Rosa lupulina) — вид рослин з родини розових (Rosaceae).

## Опис
Кущ заввишки 100–200 см. Листки щільні, зверху вкриті сизим нальотом, зазвичай з 5 листочками, рідше з 3 або 7. Чашолистки відхилені в боки.
Квітне у травні й червні.

## Поширення
В Україні вид зростає на кам'янистих схилах, по узліссях лісів і чагарників — на Лівобережжі в лісостепових і степових районах і Криму.